# Pia Massaci
Pia Massaci (n. 17 septembrie 1908, Constanța, România – d. 14 decembrie 1992, București, România), născută Olimpia Teodora Massaci, a fost o pictoriță română, elevă a lui Jean Alexandru Steriadi și a lui Camil Ressu, cunoscută pentru cromatica de factură specială a portretelor și peisajelor sale. Laureată a Premiului Academiei de Arte Frumoase din Iași, în 1942. Pe parcursul unei cariere de peste 50 de ani, artista și-a adăugat ocazional în semnătura de artist numele soților - Capșuneanu, Cojocaru și Ghenovici.

## Biografie
Pia Massaci s-a născut la 17 septembrie 1908, la Constanța, fiind fiica avocatului Alexandru Massaci și a Virginiei Massaci, casnică. De confesiune romano-catolică la naștere, în august 1919 Pia Massaci a fost re-botezată ortodox, primind și numele Zoe.  Ramura germană a familiei provine din regiunea Saarland, prin bunicul Johann Massatsch, născut în 1841 la Drohobycz (azi Drohobîci) și emigrat în România in 1884.  După cum remarcă istoricul de artă Aurelia Mocanu, dacă străbunicul ei a luptat într-un regiment austriac contra lui Napoleon, în jurul lui 1800, primii doi soți ai Piei, colonelul George Căpșuneanu, apoi generalul Cojocaru au avut de înfruntat armata sovietică.
Junonă de o grație morbidă [2], poliglotă, cunoscută în epocă drept un personaj glamour, tânăra pictoriță s-a căsătorit la 17 ani. A studiat pictura la Academia de Belle-Arte din București, în principal cu Jean Al. Steriadi, fiind îndrumată de asemenea și de Camil Ressu.
A debutat în pictură la Salonul Oficial în 1935, cu numele Pia Massaci Căpșuneanu. Ulterior, a participat consecvent la Saloane și la expozițiile Tinerimii artistice. Prima simeză personală vă fi la Sala „Universulˮ în anul 1938, urmată de cele două expoziții remarcate de critică, din martie și octombrie 1941, la Fundația Dalles. Alte serii personale vor fi prezentate la Ministerul Propagandei, și din nou la sala „Universulˮ. A opta ieșire publică vă fi la Cluj, semnalată de muzeograful - istoric de artă Alexandra Rus. În continuare, a avut expoziții personale la Biblioteca Centrală Universitară, la Bucuresti, în 1972 și 1976, când a semnat Pia Massaci-Ghenovici.
La Salonul Oficial al Moldovei, din 1942, Pia Massaci a obținut Premiul Academiei de Arte frumoase din Iași, pentru lucrarea Arlechinul.
Expozițiile interbelice ale Piei Massaci s-au bucurat de recenzii de presă favorabile, sub semnături ca cele ale profesorului George Oprescu, Petru Comarnescu, Ernest Verzea sau Radu I. Paul - aceștia notând apreciativ cromatismul meridional al lucrarilor prezentate in galeriile bucureștene. 
Înzestrată și cu un talent muzical aparte, în perioada 1945-1946 Pia Massaci a urmat și absolvit cu brio cursul de canto al doamnei Maria Snejina, la Conservatorul de Muzica și Arta Dramatica Alberto della Pergola din București.
Din 1955 a fost membră a Uniunii Artiștilor Plastici din, la acea vreme, Republica Populară Română. În efortul de a își păstra casa primită că dotă părintească, în care avea și atelierul și în care a fost nevoită să primească mulți ani  chiriași impuși de noua putere socialistă, Pia Massaci a devenit inclusiv ‘deputat de stradă’, în circa raionului V.I. Lenin, în perioada 1958-1960. Această casă din Cotroceni, din Bulevardul Ardealului, în prezent Eroii Sanitari, a cunoscut în epocă și faima aparte a petrecerilor de bal-mascat și a seratelor muzicale pe care le-a găzduit, între obișnuiții casei numărându-se, printre alții, celebrități precum Elena Zamora Constantin Tanase,  Petre Stefanescu-Goangă, Tudor Vianu sau Petru Groza.
Pia Massaci s-a stins la București, în varstă de 83 de ani, fiind înmormântată la Cimitirul Evanghelic Lutheran, în locul de veci al familiei. A lăsat în urmă o operă semnificativă pentru creația plastică a femeilor-artist din România, și care se află astăzi într-o noua etapă de recuperare istorică.

## Lucrări

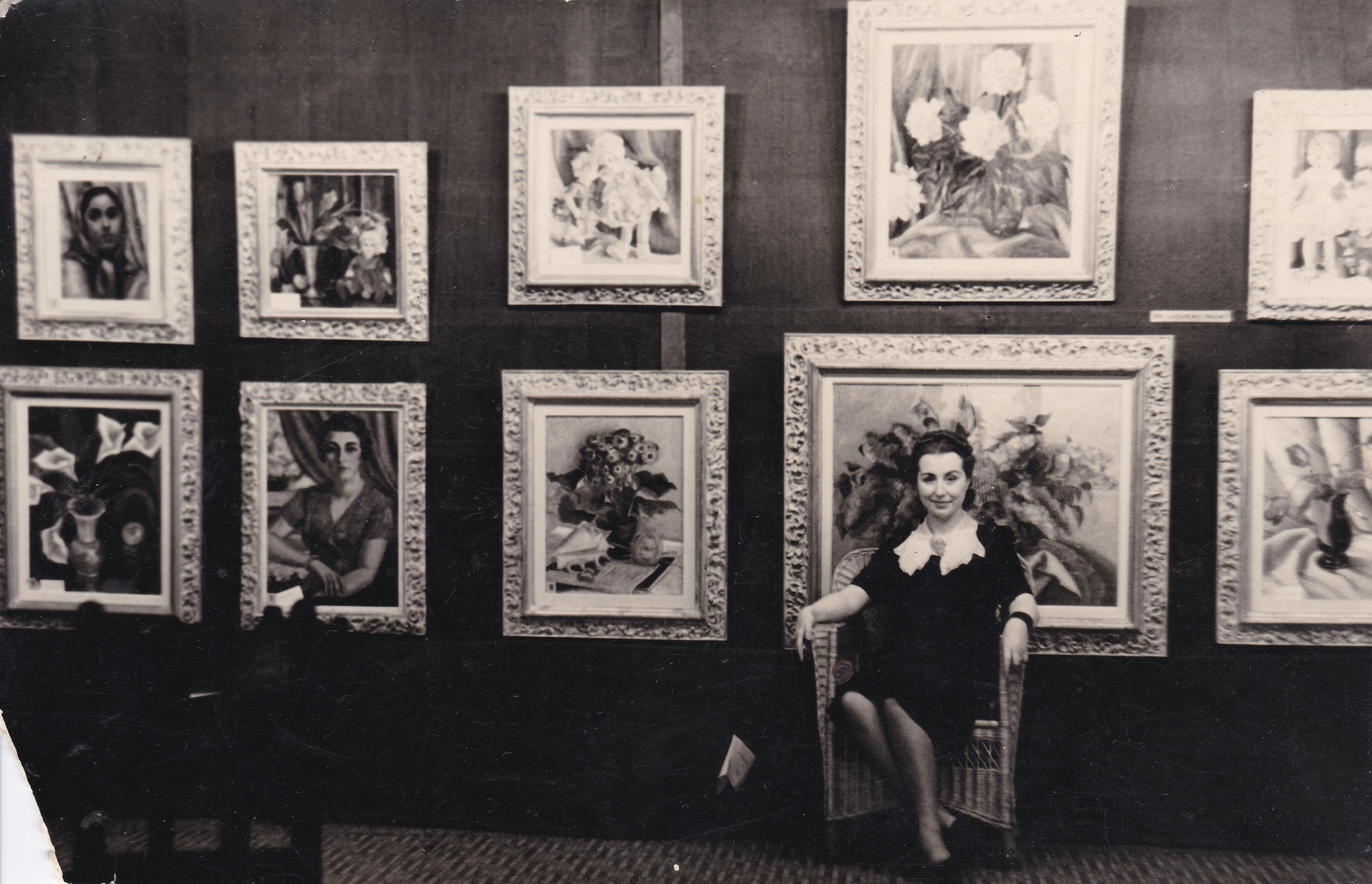
Pia Massaci în expoziția sa de la Fundatia Dalles, 1941

Prolifică în pictura de atelier, artista și-a găsit inspirația în mediul intimist al familiei și al cercului de prieteni, lucrând serii de natură statică, predilect cu flori, portret și autoportret, păpuși și nuduri, apreciate pentru abordarea în „culori vii, fericit îmbinate și de un admirabil efect pictural”. Totodată, fiind o călătoare avidă, Pia Massaci a pictat frecvent în plein air, peisaje montane și marine, inspirate din zona brasoveană Cernatu și din împrejurimile  orașelor Tulcea, Constanța sau Balcic. Nici peisajul urban nu a fost străin atenției sale creative, expozițiile sale reunind fragmente din București în lucrări cu străzi, piețe, studii de copaci și scuaruri. În perioada dificilă de după cel de-Al Doilea Război Mondial, artista a făcut de asemenea câteva incursiuni semnificative și în noua tematică proletara a anilor ’50, lucrând pictură murală și portretistică – incluzând în galeria să plastică portrete de muncitori și peisaj industrial, precum și portrete de țărani, scene de viată rurală și de munca câmpului, ce amintesc subtil influenta unui alt important profesor-formator al său, maestrul Camil Ressu.
Artista și-a continuat preocupările artistice până la începutul anilor ’80, lucrând pictură de șevalet și artă textilă, în atelierul său din București, unde ocazional făcea prezentări informale ale noilor lucrări și primea vizita prietenilor și a colecționarilor săi.
După o perioadă în care s-au aflat într-un relativ con de umbră, începând cu anii 2010 lucrările sale au început să revină treptat în atenția publică, inițial în licitații de artă și semnalări de presă și, de dată recentă, în septembrie 2021, prin expoziția de grup Seducție și triumf în artă – Femei-artist în Romania, în cadrul salonului Art Safari, unde a fost reprezentată prin două lucrări în ulei pe pânză selectate de curatoarea Angelica Iacob din fondul existent în colecția Pinacotecii orașului București.

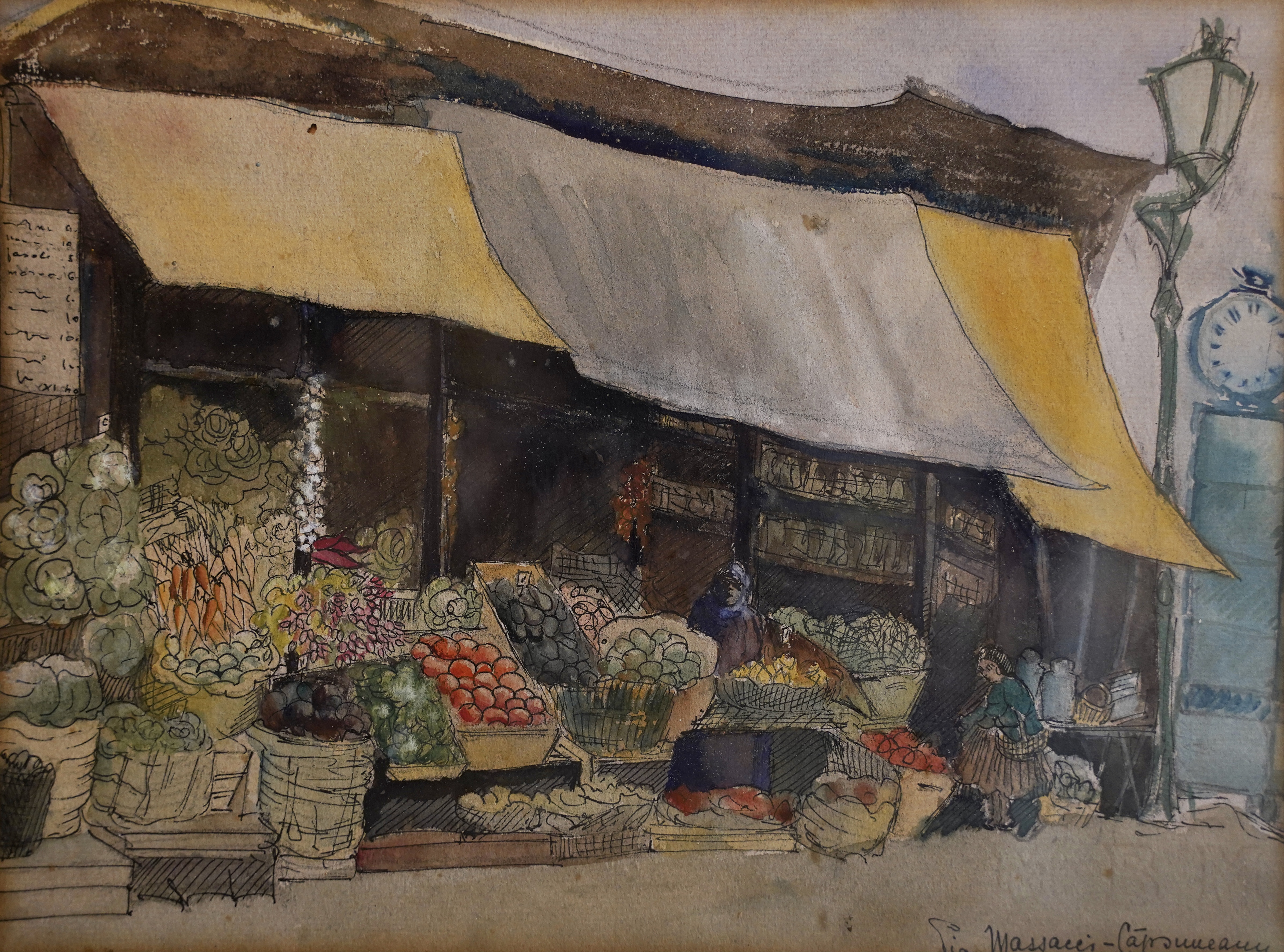
Pia Massaci- Piața Matache Măcelaru, tuș și acuarelă pe carton, [1940]
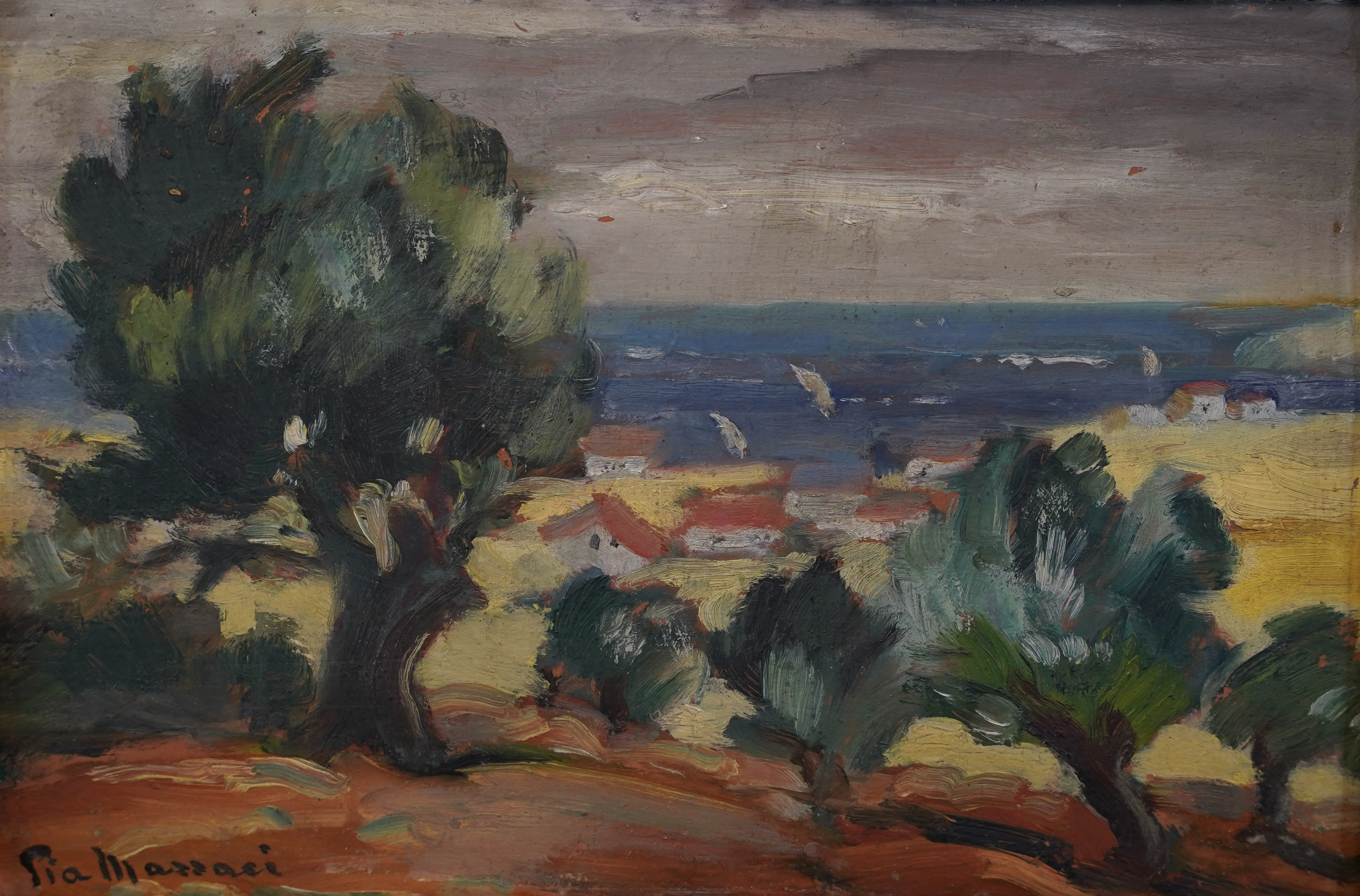
Pia Massaci - Peisaj marin cu albatros, ulei pe carton, nedatat
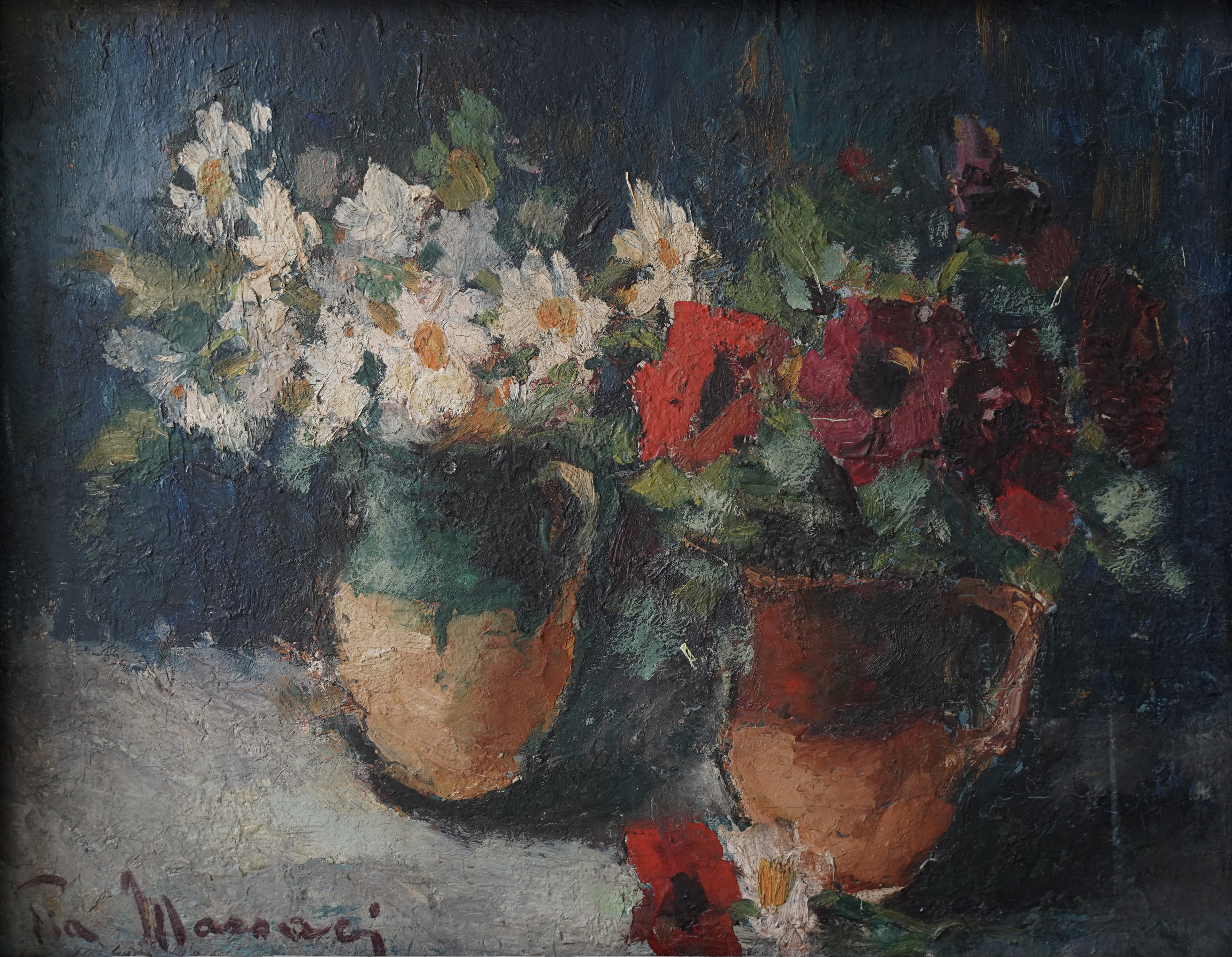
Pia Massaci- Margarete și maci, u/p, [1953]

De asemenea, capitolul dedicat artistei de către criticul de artă Aurelia Mocanu în volumul 3 din lucrarea „Artiste uitate din România: cercetări și studii despre contribuția femeilor la istoria artei românești” consemnează parcursul artistic al Piei Massaci și contribuie la un proces benevenit de recuperare  a unei personalităti artistice a cărei operă poate fi astfel descoperită de o nouă generație de iubitori și cunoscători ai artei, în context contemporan.
La 30 de ani de la dispatitia artistei, Muzeul Municipiului Bucuresti a organizat o expozitie-semnal , intitutlata Pia Massaci: Restituire, un parcurs subiectiv  - care reuneste o selectie reprezentativă de lucrari ale artistei. Expozitia, curatoriată de istoricul de artă Angelica Iacob, are loc in perioada 4 noiembrie 2022 - 23 ianuarie 2023 la sediul de la Palatul Sutu al Muzeului.
In catalogul publicat cu ocazia expozitiei, istoricul de artă Madalina Mirea salută prilejul pe care expozitia il oferă de a face mai bine cunoscută publicului contemporan opera artistei  - "Un personaj a cărui posteritate merită, pe deplin, recuperată și reconsiderată"
Lucrările artistei se regăsesc în colecția Dona, la Ministerul Propagandei (preluat ulterior în alte colecții instituționale) și la Muzeul Municipiului București (Pinacoteca orasului Bucuresti), precum și în colecții private din Romania, Franța,  Germania, Polonia, Israel și Canada. La București, colecția familiei păstrează un fond de peste 50 de pânze, cu rame originale, reprezentative pentru întreaga creație a Piei Massaci.

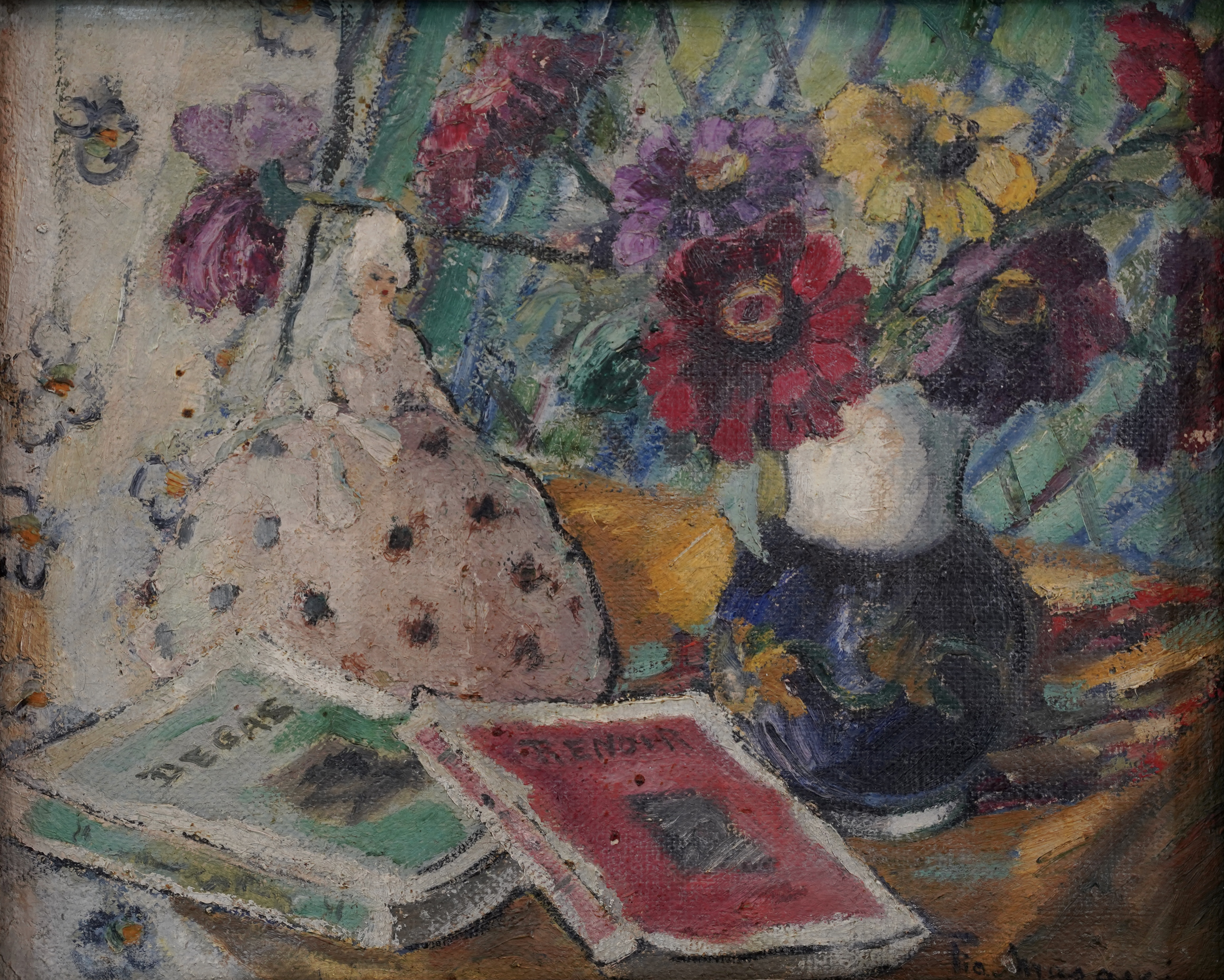
Pia Massaci - Cârciumarese și albume franzuzești, u/p, nedatat
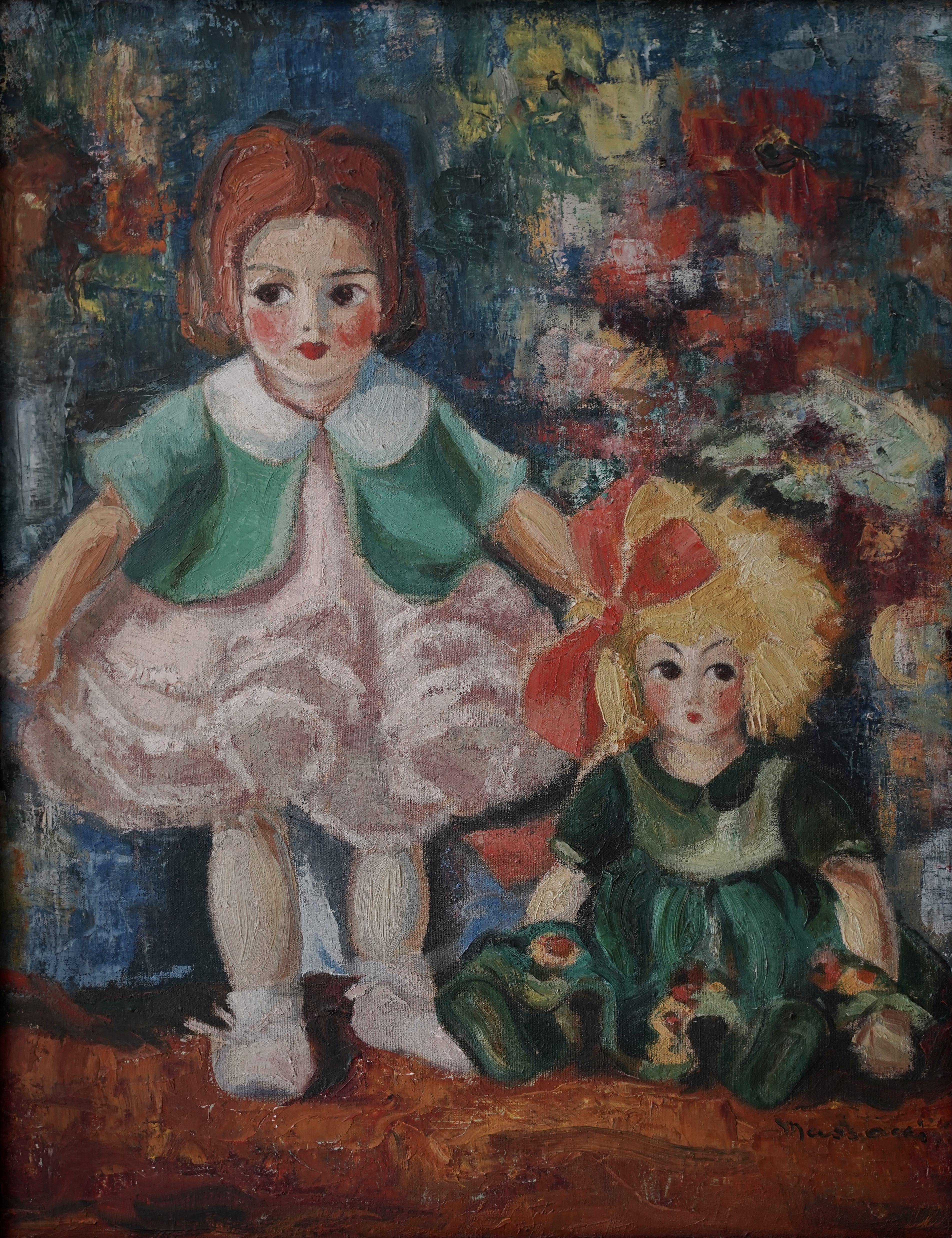
Pia Massaci, Păpuși, u/p, nedatat
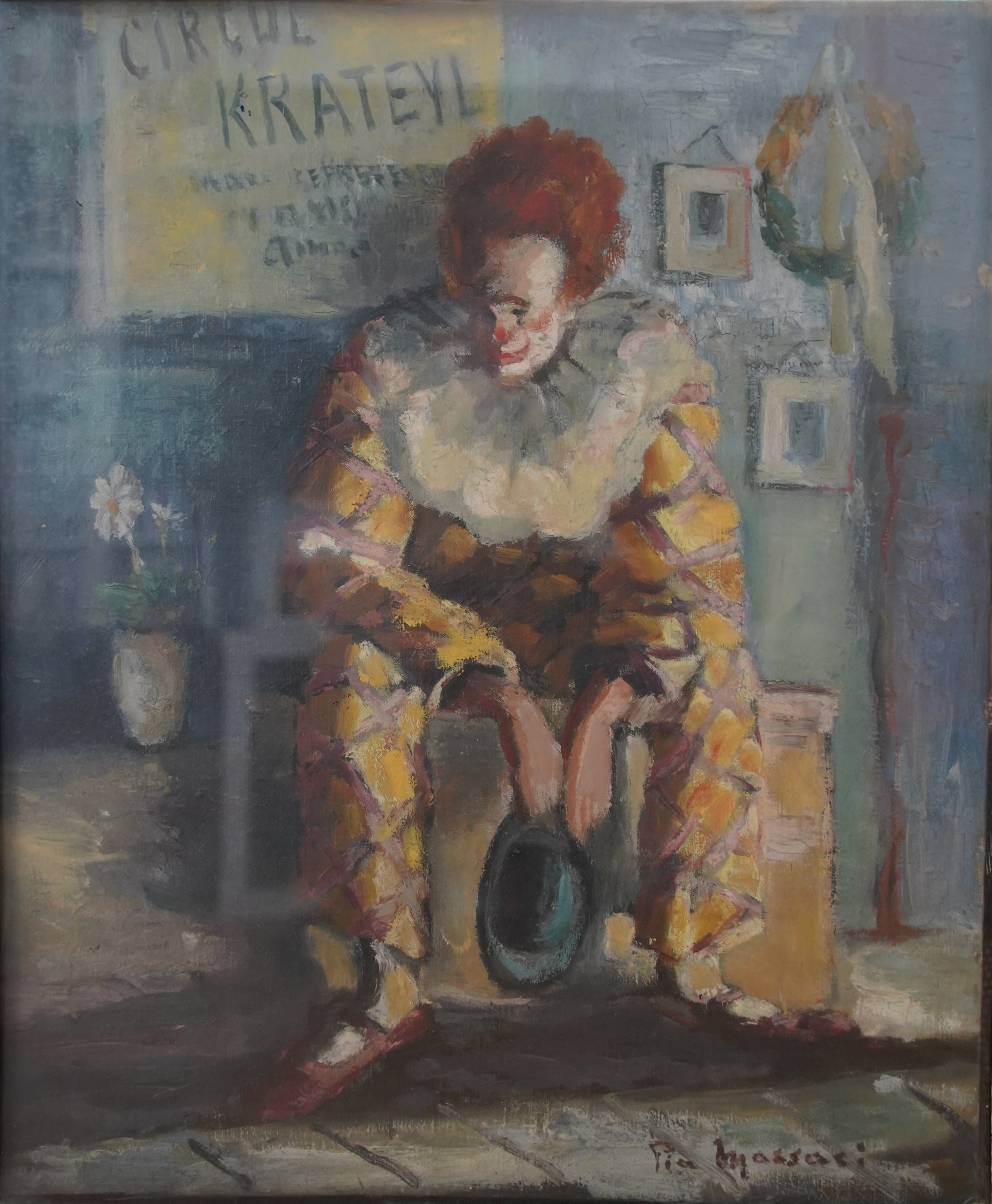
Pia Massaci, Arlechinul - Circul Krateyl, u/p, [1940]
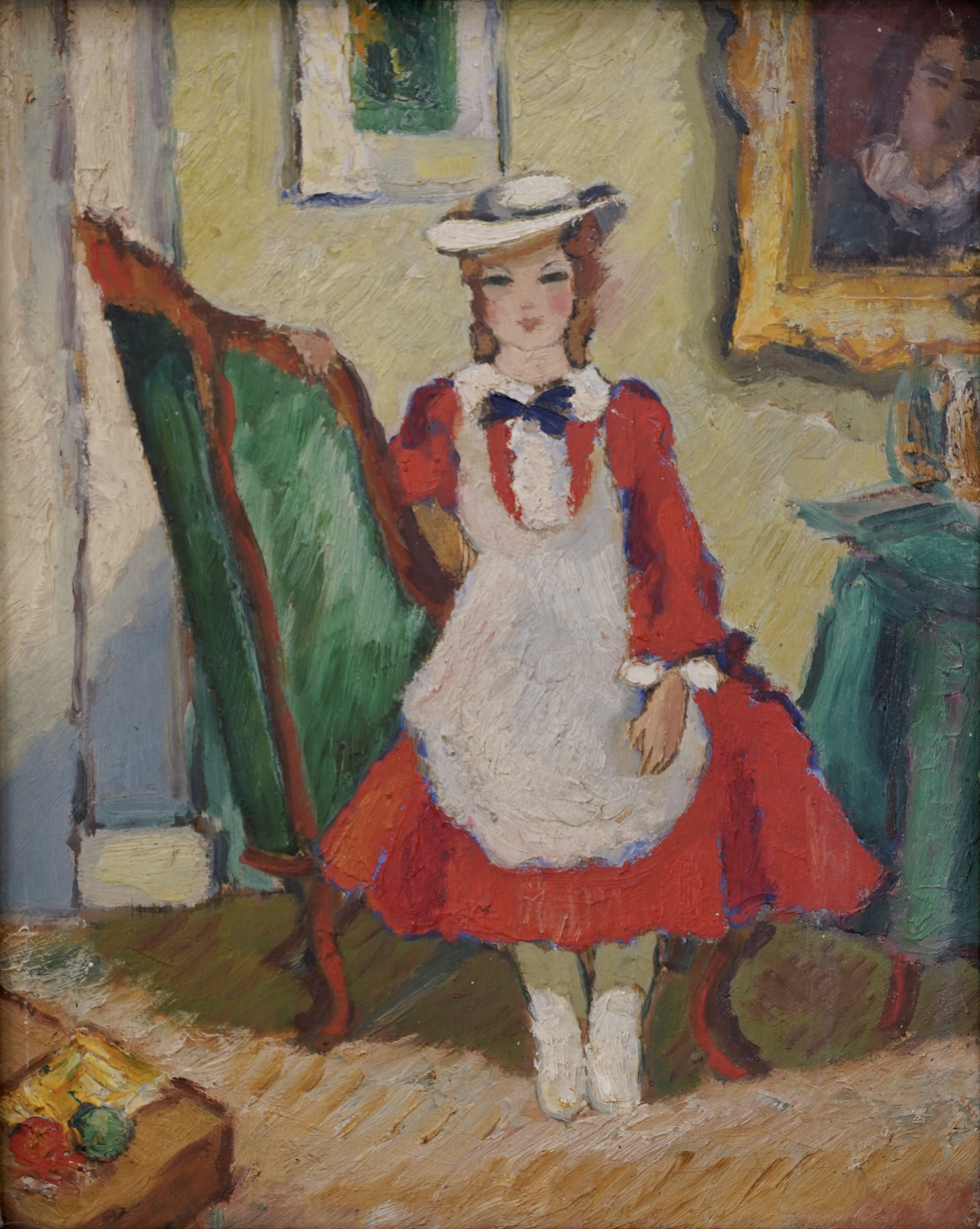
Pia Massaci- Fetiță în rochie roșie, ulei pe carton, [1940-1943]

Cel mai extins din inventarul producției Piei Massaci este lotul florilor. Ulcica de pămînt pe jumătate smălțuită devine un motiv recurent. La fel și buchetul modest de cârciumărese. Ca și anemonele luchiene, sunt florile articulate cu petale distincte, dens și pestriț colorate, cu toată gama de roșu trecând dinspre galben spre violet. Pia pune în pagină natura statică „franceză“, într-un colț sugerat de un drapaj ușor înclinat, el însuși înflorat, cu cărțile de prim-plan poziționate pe oblice neglijente, ca la Pallady. Compunerea e fără greș, maxim echilibrată – cu naturalețe – în economia umplerii depline a cadrului. […]Lucrările cu duete de păpuși, [sunt] situate pe un palier de o remarcabilă tonicitate picturală. Consistente că tratare tehnică, gingașe și amuzant-originale că figurație, pânzele pot fi parola de intrare în universul său neorococo […] păpușile Piei au freamăt teatral, atitudini și ocheade accentuate […] Gestul pictural are răbdarea descrierii că pentru a pune în valoare „o persoană“ […] Figura umană, propriu-zis, o tratează nestructurat, cu lejeritatea fluentă a modelajului în porțelan […] Pia Massaci nu a luat de la profesorul Ressu volumetria umanului, ci clipa și sclipirea culorii de la mentorul Steriadi. De aceea apar marinele, crîngurile și pletora buchetelor de flori Aurelia Mocanu, Observator Cultural, 2012

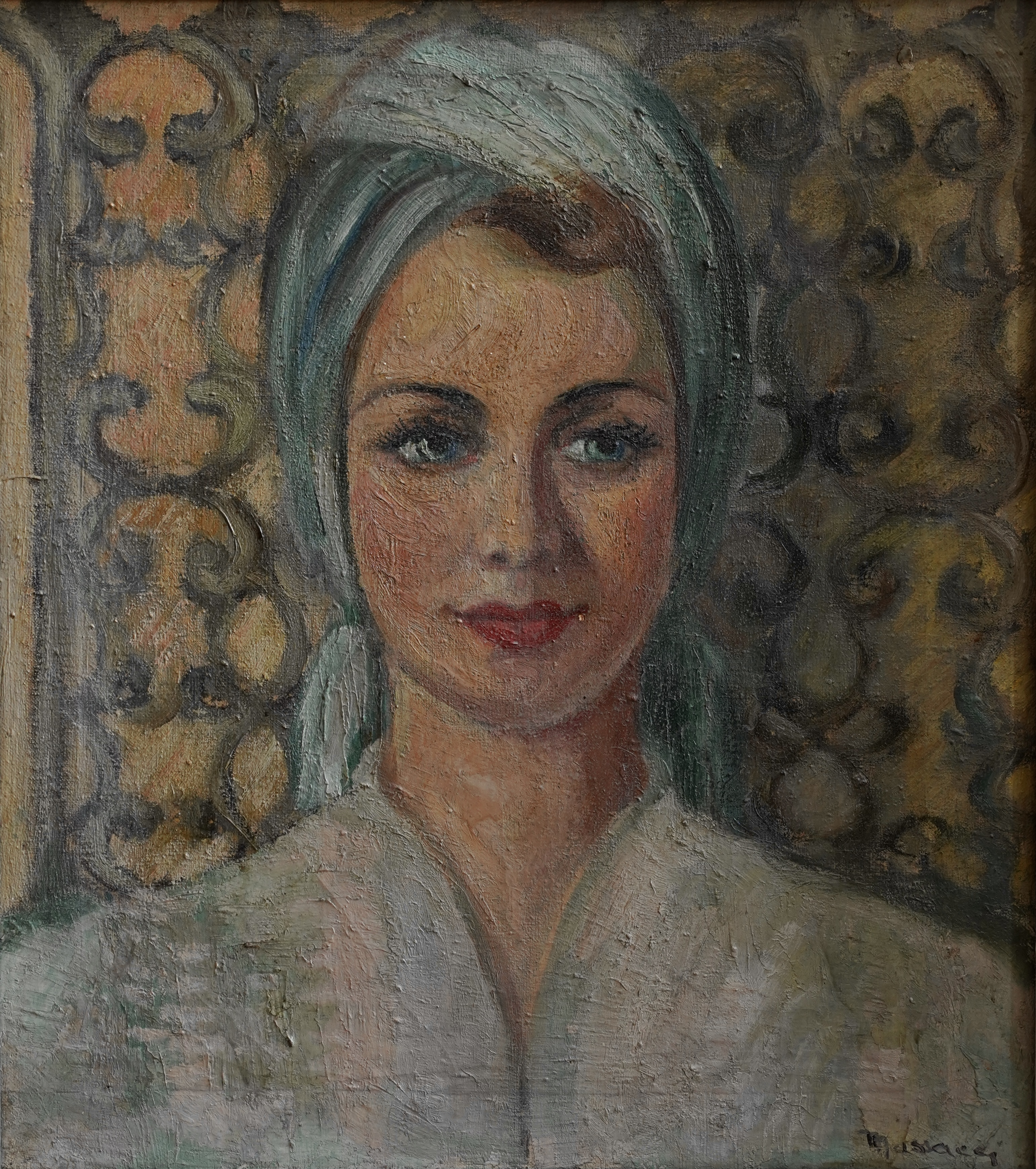
Autoportret cu turban
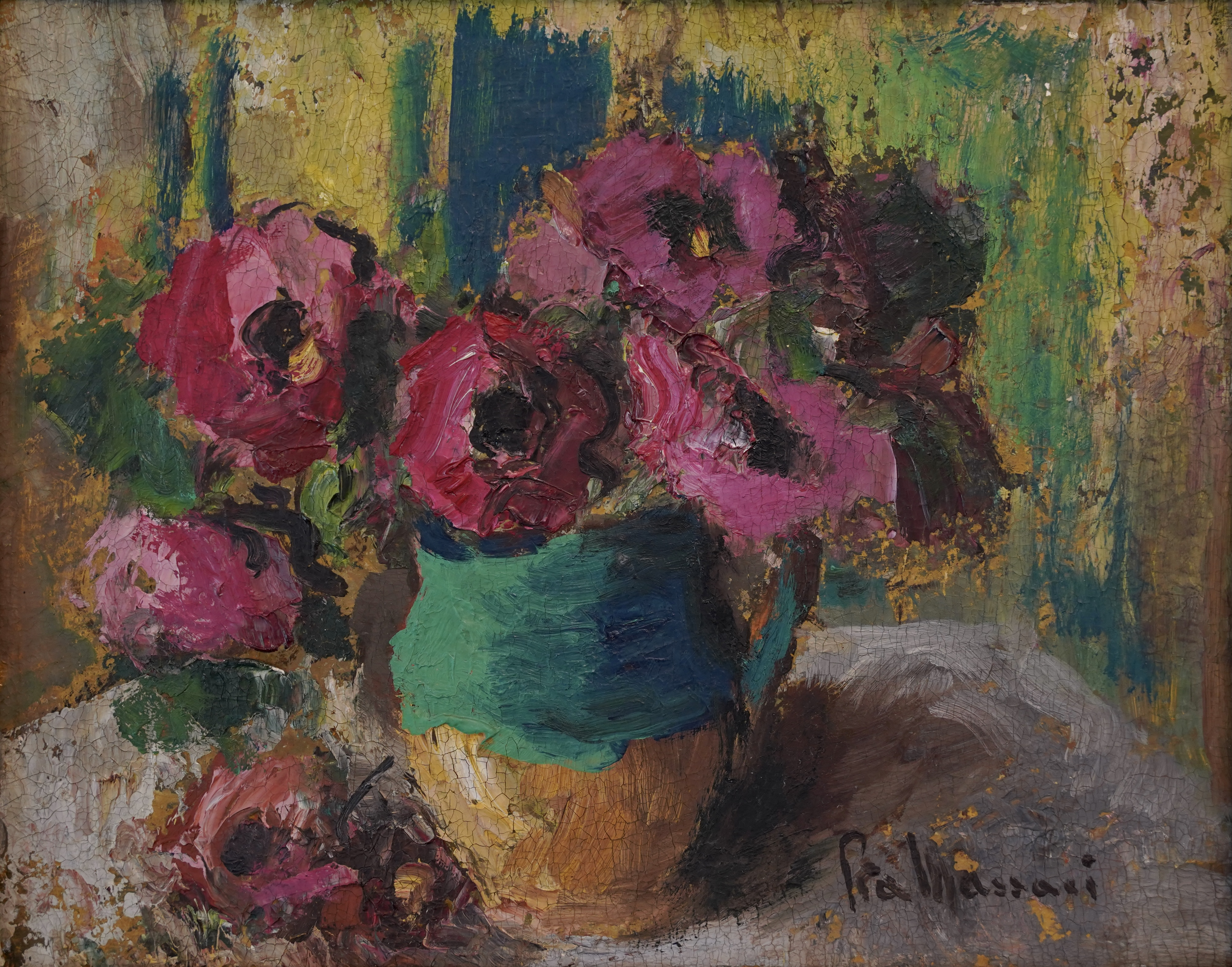
Ulcică cu anemone
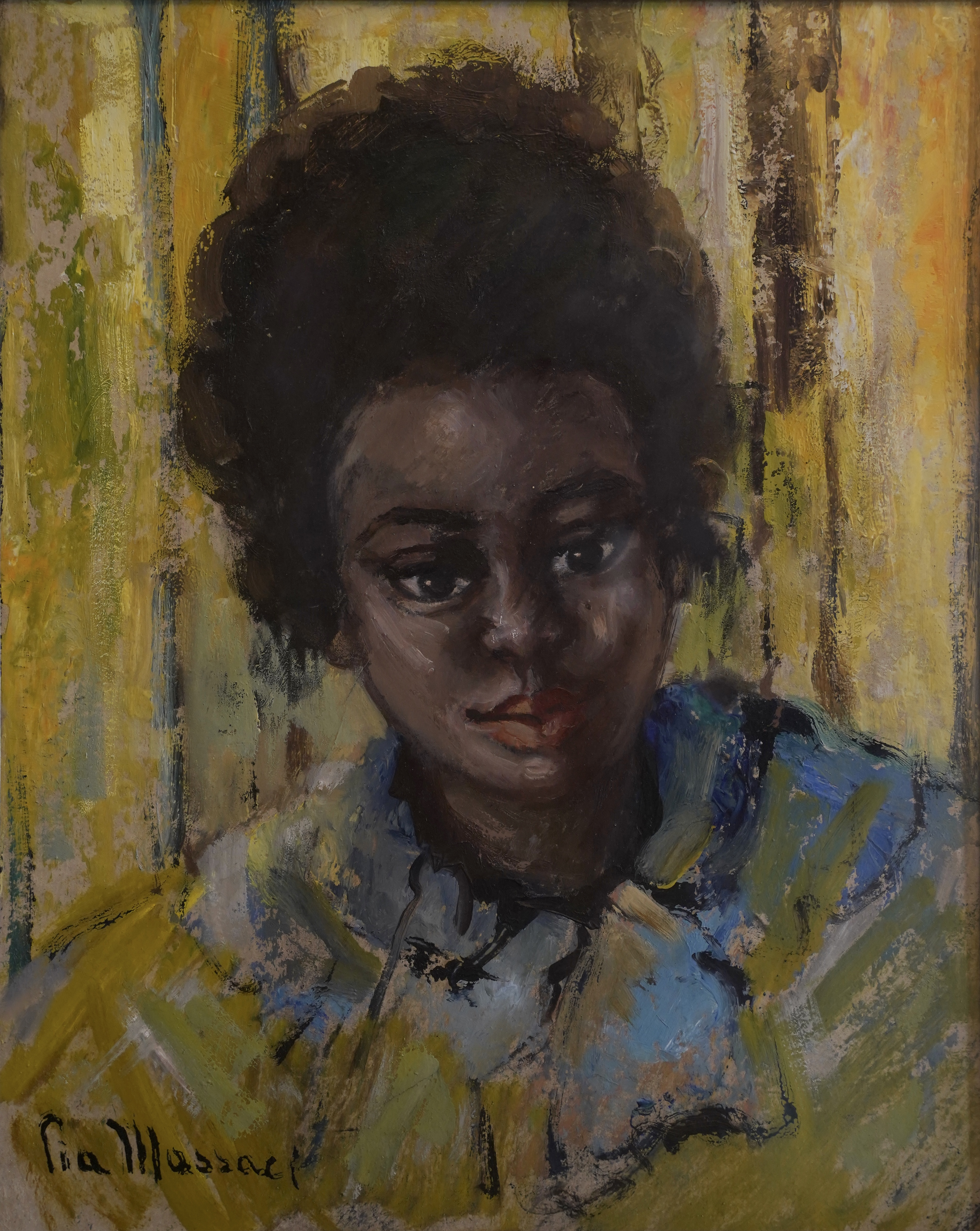
Portret de fată